# Meinrad Heck
Meinrad Heck (* 1957) ist ein deutscher Journalist und Autor.

## Biografie
Heck war ab 1979 als Volontär und Redakteur in der Lokalredaktion Mosbach/Baden beim Heidelberger Tageblatt tätig und wechselte 1983 in die Lokalredaktion der Fränkischen Nachrichten im tauberfränkischen Bad Mergentheim. 1992 bis 1995 schrieb er für die Fränkischen Nachrichten mehrere Reportagen aus dem Kriegsgebiet auf dem Balkan. Seit 1997 berichtete Heck als freier Journalist für die Stuttgarter Zeitung, die Badische Zeitung in Freiburg und die Rheinpfalz aus dem Raum Karlsruhe, ferner war er im Reisejournalismus für Magazine und Fachpresse mit dem Schwerpunkt südliches Afrika und Naher Osten tätig.
Von 2000 bis 2010 war er Korrespondent der Stuttgarter Zeitung in Karlsruhe. Besonders intensiv widmete sich Heck in seiner journalistischen Arbeit seit 2000 der Behandlung des Flowtex-Skandals, über den er auch ein Buch schrieb. 2011/12 arbeitete Heck für die von ihm mit gegründete Kontext:Wochenzeitung in Stuttgart; dort schied er wegen einer für ihn inakzeptablen Spende der Wiedeking-Stiftung an das Projekt aus. Er arbeitet am online-Rechercheportal edition-zeitlupe.com mit.
Für seine Reportagen wurde er 1988 mit dem Theodor-Wolff-Preis und 2001 mit dem Wächterpreis der deutschen Tagespresse ausgezeichnet. Für seine Mitarbeit bei der Reportagen-Sammlung „Wir können alles.“ Filz, Korruption & Kumpanei im Musterländle wurde er, wie auch der Herausgeber Josef-Otto Freudenreich und die beiden Mitautoren, vom Medium Magazin als Journalist des Jahres 2008 in der Kategorie Lokale Autoren ausgezeichnet.

## Veröffentlichungen
- Der Flowtex-Skandal: Wie Politik und Fiskus jahrelang von einem gigantischen Wirtschaftsbetrug profitierten. 2. Auflage. Fischer, Frankfurt 2006, ISBN 3-596-17080-X.
- Josef-Otto Freudenreich (Hrsg.), Meinrad Heck, Wolfgang Messner, Rainer Nübel: Wir können alles: Filz, Korruption & Kumpanei im Musterländle. Klöpfer & Meyer, Tübingen 2008, ISBN 978-3-940086-12-9.
- Meinrad Heck: Studienzentrum Weikersheim. Der Club der rechten Denker. In: Stephan Braun, Daniel Hörsch (Hrsg.): Rechte Netzwerke, eine Gefahr. VS Verlag für Sozialwissenschaften, Wiesbaden 2004, ISBN 3-8100-4153-X, S. 95.
- Josef-Otto Freudenreich (Hrsg. und Aut.), Meinrad Heck (Autor), Susanne Stiefel (Autorin), Rainer Nübel (Autor): Die Taschenspieler: Verraten und verkauft in Deutschland. Klöpfer & Meyer, Tübingen 2010, ISBN 978-3-940086-87-7.
- Meinrad Heck (Fotograf, Autor), Peter Maurer (Fotograf): Wir weinen nicht, wir singen. Südafrika – eine Entdeckungsreise von Mensch zu Mensch. artur.Verlag, Kirchentellinsfurt, ISBN 978-3-9813648-1-1. (Photoband, Portraits von Lebens- und Überlebenskünstlern und ihrer Welt)